# دومینیک مالونگا
دومینیک مالونگا (انگلیسی: Dominique Malonga؛ زادهٔ ۸ ژانویهٔ ۱۹۸۹) بازیکن فوتبال اهل فرانسه است.
از باشگاه‌هایی که در آن بازی کرده‌است می‌توان به باشگاه فوتبال تورینو، باشگاه فوتبال رئال مورسیا، باشگاه فوتبال فوجا، باشگاه فوتبال هیبرنین، باشگاه فوتبال الچه، باشگاه فوتبال چزنا، آ.اس موناکو، باشگاه فوتبال ویچنزا، و باشگاه فوتبال پرو ورچلی اشاره کرد.
وی همچنین در تیم‌های ملی فوتبال زیر ۱۹ سال فرانسه و کنگو بازی کرده‌است.